# Marigny (Mancha)
Marigny era una comuna francesa situada en el departamento de Mancha, de la región de Normandía, que el 1 de enero de 2016 pasó a ser una comuna delegada de la comuna nueva de Marigny-le-Lozon al fusionarse con la comuna de Lozon.

## Demografía
| Gráfica de evolución demográfica de Marigny entre 1800 y 2014 |
|                                                               |

Los datos demográficos contemplados en este gráfico de la comuna de Marigny se han cogido de 1800 a 1999 de la página francesa EHESS/Cassini, y los demás datos de la página del INSEE.

## En la cultura popular
El videojuego Call of Duty: WWII lanzado al mercado en 2017 tiene una misión de la campaña que transcurre en este pueblo. La segunda misión, después de haber ayudado a los M4 Sherman a abrirse paso por los campos, eres trasladado de emergencia a esta localidad para salvar a la compañía Charlie que está cercada por la Wehrmacht. En la próxima misión, el juego empieza en Marigny, poniendo como objetivo liberar la iglesia.